# Гейровский, Ярослав
Ярослав Ге́йровский (чеш. Jaroslav Heyrovský; 20 декабря 1890 года, Прага — 27 марта 1967 года, там же) — чешский химик, иностранный член АН СССР (1966). Создал полярографию, сконструировал (1925, совместно с японским учёным М. Сикатой) первый полярограф. Лауреат Нобелевской премии по химии (1959).

## Образование
Ярослав Гейровский родился в Праге 20 декабря 1890 года. Он был пятым ребёнком в семье профессора Римского права Карлова университета (в то время — Чешского университета Карла-Фердинанда) Леопольда Гейровского (1852—1924) и его жены Клары (девичья фамилия — Ганлова).
После обучения в начальной школе, с 1901 года Ярослав Гейровский в течение восьми лет учился в средней школе под названием Академическая Гимназия. Здесь он заинтересовался естественными науками. После сдачи выпускного экзамена и получения аттестата зрелости Гейровский поступил на философский факультет Чешского Университета в Праге. В течение первого года обучения он слушал курсы по химии, физике и математике. Больше всего его впечатлили лекции Б. Браунера по неорганической химии, а также лекции по физике, которые читали Ф. Завишка и Б. Кучера. Он восхищался британскими учёными, особенно интересовали его последние достижения Уильяма Рамзая. Поэтому Ярослав был очень благодарен своему строгому отцу (который в то время был ректором Университета и которого студенты очень боялись как сурового экзаменатора), когда тот разрешил ему продолжить своё обучение в Лондоне.
В 1910 году Гейровский поступил в Университетский колледж Лондона. Там он с огромным интересом слушал лекции У. Рамзая и Уильяма Льюиса по общей и физической химии, Ф. Т. Троутона и А. Портера по физике и Л. Н. Г. Филона по математике. В 1913 году он получил диплом бакалавра Лондонского Университета. В том же году Рамзай ушёл на пенсию и вместо него был назначен профессором Фредерик Джордж Доннан. Именно благодаря этому выдающемуся физико-химику Ярослав Гейровский заинтересовался электрохимией. Он был назначен ассистентом профессора в семестре 1913—1914 годах и начал исследовательскую работу под руководством профессора Доннана, предложившего молодому учёному тему, которая несомненно определила его последующую карьеру.
Задачей Гейровского было определить электродный потенциал алюминия. Окисление и другие эффекты пассивации на поверхности металлического алюминия делали эту работу довольно сложной. Кроме того, выделение водорода вызывало колебания потенциала. Поэтому профессор Доннан посоветовал Гейровскому использовать жидкую амальгаму алюминия и предложил ему дать этой амальгаме свободно капать из стеклянного капилляра. Таким образом, постоянное обновление поверхности позволит избежать эффекта пассивации. Получившаяся установка была аналогична той, которую Доннан использовал для исследований мембранного равновесия. В этих исследованиях профессор определил активность ионов натрия с помощью жидкой амальгамы натрия, медленно вытекавшей из толстостенного капилляра. Выполняя полученное исследование, Гейровский понял преимущества жидкометаллических электродов, в частности, постоянно обновляющейся поверхности, и научился использовать капиллярные электроды. Этот опыт оказал огромное влияние на его последующие исследования.
Во время Первой мировой войны Гейровский работал в военном госпитале  (готовил и выписывал лекарства) и радиолога. Это положительно сказалось на его обучении, так как работа в госпитале оставляла ему достаточно времени для обработки экспериментального материала и для написания диссертации. Он представил её под заголовком «Электроотрицательность алюминия» на Философском факультете Чешского университета в Праге, где также сдал экзамен. 26 сентября 1918 года Гейровскому была присвоена степень Ph.D.
Ещё одним событием, которое сильно повлияло на научную карьеру Гейровского, был экзамен по физике. Его преподаватель, Б. Кучера, профессор экспериментальной физики, задал ему вопрос по электрокапиллярности ртути. В то время молодой Гейровский был уже достаточно опытным и знал, что экзаменаторы часто задавали вопросы, относящиеся к их научной деятельности. Он знал, что профессор Кучера разработал новую экспериментальную методику построения электрокапиллярных кривых, а именно, взвешивание ртутных капель, упавших с ртутного электрода. До этого использовался капиллярный электрометр. У Гейровского и экзаменатора завязалась дискуссия, в ходе которой профессор Кучера рассказал экзаменуемому о некоторых своих недавних результатах. В присутствии атмосферного кислорода, на некоторых кривых, снятых новым методом, присутствовали пики, которые не наблюдались на кривых, снятых с тех же растворов с использованием капиллярного электрометра. Профессор Кучера выразил мнение, что эти отличия могли быть объяснены только физикохимиком, и предложил удивлённому Гейровскому продолжить исследования поверхностного натяжения на ртутном электроде, к которому прикладывалось напряжение.
Профессор Кучера пригласил Гейровского к себе на следующий день и показал ему, как изготовить ртутный капающий электрод, используя стеклянный капилляр, подсоединённый к резервуару с ртутью так, чтобы капли ртути падали со среза капилляра каждые несколько секунд. Он также дал Гейровскому копии своих работ по аномальному максимуму и посоветовал ему сотрудничать с доктором Р. Шимунеком в его работах по взвешиванию ртутных капель. Шимунек тогда был лектором по экспериментальной физике. В течение примерно двух лет молодые учёные проводили всё свободное время, собирая ртутные капли при разном напряжении, аккуратно взвешивая их и строя графики зависимости веса капель от приложенного напряжения. Работа продвигалась медленно, так как в 1919 году Ярослав Гейровский был назначен лектором на кафедре неорганической и аналитической химии. Главой этой кафедры был профессор Б. Браунер, бывший близкий друг Д. И. Менделеева и Р. Абегга, который привлёк внимание Ярослава Гейровского к проблеме химического сродства и валентности. В лаборатории профессора Браунера Гейровский выполнил работу по алюминиевой кислоте, структуре алюминатов и амфотерности. Работа была опубликована в качестве диссертации. На основе этой работы 2 августа 1920 года Ярослав Гейровский был назначен доцентом физической химии Чешского университета в Праге, позже названного Карловым университетом.
В 1914 году Гейровский пытался стать членом Химического Общества в Лондоне, но из-за начала Первой мировой войны потерял с ним контакт. В 1919 году он всё же получил членство в Обществе и опубликовал работы по алюминию в журнале «Transactions of the Chemical Society», в томах 130—132. Он также разместил три свои связанные работы в качестве докторской диссертации в Лондонском университете. В 1921 году Гейровский получил степень доктора наук.

## Открытие полярографии
С этого момента Гейровский мог целиком посвятить себя изучению электрокапиллярных кривых. Важный шаг вперёд был сделан, когда его интерес к электрохимии побудил его к определению потенциалов разложения для ионов некоторых металлов (Zn2+, Cd2+, Mn2+, Ba2+) с использованием метода падающей капли. Результаты этого эксперимента Гейровский представил на собрании Чешского математического и физического общества в присутствии профессора Б. Кучеры, который, к сожалению, не успел увидеть успехов своего ученика, так как умер в 1921 году.
Гейровский был недоволен точностью и воспроизводимостью «потенциалов разложения», полученных из электрокапиллярных кривых. Он решил измерить текущие потоки в растворе, в который погружён ртутный электрод. Поскольку ограниченные финансовые средства Химического факультета не позволяли ему купить гальванометр, он связался со своим бывшим преподавателем, профессором Ф. Завишкой, который одолжил ему гальванометр и потенциометр. В то время как электрокапиллярные измерения были проведены на кафедре физики, теперь он мог продолжить свою работу в лабораториях Химического института. Он поместил ртутный капающий электрод в исследуемый раствор, добавил немного ртути, чтобы образовался ртутный донный электрод, и начал измерять текущие потоки между двумя электродами при различных разностях потенциалов. Первые результаты составили основу нового полярографического метода. Благодаря своему электрохимическому образованию Гейровский быстро понял преимущества электролиза с использованием ртутного капающего электрода в электрохимических и аналитических исследованиях. Проблемы аномальных пиков на электрокапиллярных кривых были забыты, и с этого момента Ярослав Гейровский сконцентрировал всё своё внимание, энергию и знания на развитии нового метода. Так родилась полярография.

## Принципы полярографии
Прежде чем описывать дальнейшее развитие полярографии и её связь с последующей жизнью Ярослава Гейровского, кратко опишем основные принципы и характерные черты этого метода. Исследуемый раствор приводят в соприкосновение с двумя электродами — ртутным капающим и электродом сравнения. Капли ртути образуются на срезе стеклянного капилляра с внутренним диаметром от 0,1 до 0,05 мм, подсоединённого резиновой или пластиковой трубкой к резервуару с ртутью (см. рис. 1). Со среза капилляра, погружённого в раствор, с постоянной скоростью падают капли ртути. Непосредственно электрод представляет собой каплю, растущую на срезе. В качестве электрода сравнения используется электрод, потенциал которого не меняется при приложении напряжения. Кривые, показывающие зависимость тока от потенциала капающего электрода, называются полярографическими кривыми. Когда в растворе присутствуют вещества, способные окисляться или восстанавливаться на поверхности ртутного электрода в доступной области потенциалов, наблюдается увеличение тока, и на полярографических кривых наблюдаются так называемые полярографические волны. Это кривые, по форме напоминающие букву S, достигающие при достаточном положительном или отрицательном потенциале предельных значений, при которых ток не меняется при изменении потенциала. Такие волны могут быть охарактеризованы двумя величинами. Первая — потенциал в точке на кривой, в которой значение тока достигает половины предельного значения (потенциал полуволны). Это качественная характеристика исследуемого вещества и с её помощью можно обнаружить присутствие в растворе определённого вещества. Так, например, потенциал полуволны −0,6 В характерен для ионов кадмия, потенциал полуволны −1,2 В — для ионов цинка.
Вторая характеристика — высота полярографической волны, точка, в которой ток достигает предельного значения — как правило, характеризует концентрацию исследуемого вещества. Таким образом, измеряя эту величину, исследователь может получить данные о том, сколько вещества содержится в растворе. Это делает полярографию достаточно ценным методом количественного анализа.
До метода Гейровского были попытки изучения подобных кривых с использованием обычных твёрдых электродов. Поверхность этих электродов меняется во время электролиза, и полученные таким образом кривые обладали очень слабой воспроизводимостью и плохо подходили для теоретической обработки.
Использование придуманного Гейровским ртутного капающего электрода для исследований электролиза позволило избавиться от этих недостатков, или, по крайней мере, свести их к минимуму, поскольку, в случае такого электрода всё время образуется новая чистая поверхность. Электролитический процесс, прерванный падением предыдущей капли ртути, практически не влияет на процесс, происходящий за время образования новой капли. Многие исследователи считали, что устойчивые колебания тока, вызванные постоянным изменением поверхности электрода, являются непреодолимым препятствием при регистрировании кривых. Однако Гейровского это не смущало. Он обладал редкой способностью видеть корень проблемы и решать её самым простым и логичным способом. Для записи полярографических кривых он использовал должным образом настроенный гальванометр, который позволял ему регистрировать только нужное ему изменение тока. Позже было доказано, что этот подход полностью оправдан теоретически. Он также на раннем этапе заметил другие преимущества ртутного электрода, в частности, высокий водородный потенциал, что позволяет расширить исследования в область отрицательных потенциалов, что было недостижимо при использовании большинства твердофазных электродов.

## Дальнейшее развитие полярографического метода
Первая статья по применению ртутного капающего электрода в изучении электролиза была опубликована Ярославом Гейровским в 1922 году на чешском и в 1923 году на английском. За границей первые обсуждения нового явления в электролизе состоялись 26 ноября 1923 года на собрании Фарадеевского общества в Лондоне. Гейровский представил две статьи на Общем обсуждении электродных реакций и равновесия.
Также на этом собрании свою работу представил молодой коллега Гейровского из Японии, Масудзо Сиката. Работа была посвящена электро-восстановлению нитробензола на ртутном капающем электроде. Гейровский со своими молодыми коллегами пытался расширить исследования вольтамперных кривых на многие другие растворы. Однако, измерение точки за точкой было очень трудоёмким и требовало много времени. Поэтому для дальнейшего развития и распространения полярографического метода Гейровский и Сиката вскоре после открытия методики разработали установку, которая автоматически регистрировала вольтамперные кривые с достаточно хорошей воспроизводимостью. Новый прибор фотографически регистрировал кривую в течение нескольких минут, в то время как на ручную запись кривой уходил час. В настоящее время, когда огромное количество экспериментов выполняется автоматически, такая регистрация вольтамперных кривых не удивляет, но в начале двадцатых годов такая автоматическая установка была действительно продвинутым прибором.
В своей совместной статье Гейровский и Сиката предложили название «полярограф» для этого прибора, и термин «полярография» для исследований в этой области электрохимии. Описание первого полярографа было опубликовано в посвящённом юбилею Б. Браунера томе журнала Recueil de Travaux Chimique de Pays Bas, совместно с ещё несколькими статьями по полярографии. Этот том стал первым собранием статей по новому методу.
Изобретение Гейровским полярографического метода относится к 1922 году, и всю свою дальнейшую научную работу он вёл именно в этой новой области электрохимии. Он основал школу чешских полярографов в Университете и сам был в числе передовых учёных в области полярографии. В 1950 года Гейровский был назначен директором только что образованного Института полярографии, который был включён в состав Чешской Академии Наук в 1952 году.

## Награды и наследие
Ярослава Гейровского почитают во многих университетах и учебных заведениях. Он был избран членом Университетского Колледжа Лондона (1927), стал почётным доктором наук в Дрезденском техническом университете (1955), университетах Варшавы (1956), Марселя (1959) и Парижа (1960). Он также стал почётным членом Американской академии искусств и наук в (1933), Венгерской академии наук (1955), Индийской АН в Бангалоре (1955), Польской АН в Варшаве (1962), членом-корреспондентом Германской АН в Берлине (1955), членом Германской академии естественных наук (1956), иностранным членом Датской королевской академии наук в Копенгагене (1962), был вице-президентом Международного союза физиков (1951—1957), президентом и первым почётным членом Полярографического общества в Лондоне, почётным членом Полярографического общества Японии, Химического общества Чехословакии, а также Польши, Австрии, Англии и Индии.
В Чехословакии Гейровский был награждён Государственной премией первой степени (1951) и Орденом Республики Чехословакия (1955, 1960).
Ярослав Гейровский читал лекции по полярографии в США (1933), в СССР (1934), в Англии (1946), в Швеции (1947), в КНР (1958), в ЮАР (1960) и в Египте (1961).
В его честь назван кратер Хейровский на Луне и минерал хейровскит.

## Гейровский как человек. Личная жизнь

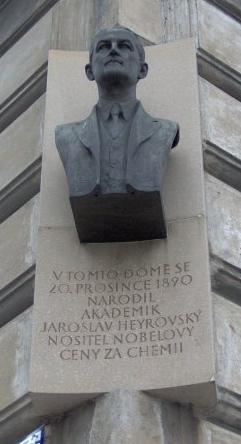
Мемориал в Праге на улице Капра

Профессор Гейровский очень много трудился. Его рабочий день в лаборатории всегда начинался в 8 утра и заканчивался в 7 вечера. В молодости он вдобавок работал дома по вечерам. Позже он позволял себе небольшой перерыв на послеобеденный сон. Он также имел привычку работать по выходным, утверждая, что это единственное время, когда его не беспокоят. Такого же отношения Гейровский ожидал и от своих коллег. В Университете, обсуждения исследовательских проектов зачастую назначалось на полдень в субботу. В институте его можно было увидеть стоящим у входа с часами через несколько минут после 8:00 и наблюдающим за опоздавшими. Он считал, время в лаборатории нужно тратить только на экспериментальную работу, а читать статьи и обрабатывать результаты нужно по вечерам. Он ненавидел пыльные приборы, и говорил, что протирать их нужно каждое утро. Также был против чтения газет и курения на рабочем месте. Курящие сотрудники института вынуждены были выходить на улицу, чтобы покурить.
Гейровский славился своим гостеприимством. Для всех своих коллег он был примером того, как надо принимать гостей в институте, независимо, знаменитых или совсем неизвестных. Он очень любил хорошие шутки, красное вино и готовить еду. Вместе с профессором Брдичкой они ставили короткие импровизационные спектакли о научной жизни. В этих мероприятиях Гейровский проявил себя в качестве гримёра, как правило, используя длинные бороды.
В течение всей научной карьеры Гейровского всячески поддерживала его жена, Мария Коранова. Они поженились в 1926 году, когда учёному было 36 лет. Он старался показать своим коллегам, что именно в этом возрасте полярографист должен жениться.
У пары родилось двое детей, дочь Йитка и сын Майкл. Йитка Гейровская — биохимик в пищевом исследовательском институте. Майкл Гейровский получил Ph.D. в Кембридже в 1966 году и работает над электрохимическим проектом в Институте полярографии.
Ярослав Гейровский умер 27 марта 1967 года. Он похоронен на Вышеградском кладбище в Праге.